# Giacomo Dolfin
Giacomo Dolfin (Venezia, 1330 circa – Venezia, 1403) è stato un nobile, politico, militare e ambasciatore italiano della Repubblica di Venezia.

## Biografia
Figlio di Nicolò Dolfin, Giacomo nacque a Venezia. Le informazioni sulla sua giovinezza e sulle prime fasi della sua carriera politica sono scarse e confuse a causa della presenza di omonimi contemporanei. Tuttavia, documenti ufficiali lo identificano come "miles" a partire dal 1377, permettendo di tracciare la sua carriera. Nel 1369 fu ambasciatore per Venezia e ottenne il titolo di cavaliere dal duca Leopoldo III d'Austria. Fu coinvolto in importanti missioni diplomatiche e militari, come la difesa dei territori veneziani durante i conflitti con l'Austria e i Carraresi.
Nel 1375 divenne podestà di Trieste e partecipò attivamente alla difesa delle città e dei territori sotto il controllo veneziano. Durante la guerra con Genova, divenne sopracomito e comandò diverse galee, contribuendo alla difesa di Venezia, in particolare durante la guerra di Chioggia. Successivamente, ricoprì ruoli di consulente ducale e diplomatico, partecipando a missioni di rilievo come ambasciatore a Sigismondo di Lussemburgo e alla conquista di fortificazioni in territorio padovano.
Giacomo Dolfin morì nel 1403, dopo aver fatto testamento per la seconda volta. Il suo patrimonio fu lasciato ai nipoti, con una particolare attenzione per la sua sepoltura, avvenuta a Venezia. La sua carriera riflette una figura di rilievo nella politica, nella diplomazia e nelle imprese militari di Venezia.